# Епидемија великих богиња у Југославији 1972.
Епидемија великих богиња у Југославији 1972. била је последња епидемија великих богиња (лат. Variola vera) у Европи, која је трајала током марта и априла. Епидемија је започела у селу Дањане, код Ђаковице у САП Косову, а према званичној верзији донео је Ибрахим Хоти по повратку са хаџилука у Меку. Болест се убрзо проширила на друге делове СР Србије — Нови Пазар, Чачак и Београд, а заражених је било и у месту Плав у СР Црној Гори.
Прве сумње на вариолу веру, јавиле су се 14. марта, након прегледа оболелих који су се јавили болницама у Призрену и Ђаковици. Након потврде болести отпочело се са вакцинацијом здравствених радника и становништва у угроженим подручјима, а масовна вакцинација се касније проширила на целу Југославију, током које је вакцинисано 18 милиона људи. После обољења једног радника из Новог Пазара, 22. марта утврђено је да је његов преминули брат учитељ Латиф Мумџић (1943—1972) био прва жртва вариле и да је болест пренео у болнице у Чачку и Београду, након чега је у њима проглашен карантин. Поред болничких, били су формирани и ванболнички карантини, у којима су боравила лица која су била у контакту са зараженима.
Током борбе са вариолом, епидемиолошке службе и здравствени радници исказали су велике напоре и пожртвовање, спречивши епидемију ширих размера, због чега су 21. априла добили признање Светске здравствене организације, која је у Југославију упутила др Рајнхарда Линдера, познатог епидемиолога из Аустрије.
У току епидемије оболело је 184 људи — 123 у САП Косово и 32 у Београду, а преминуло је укупно њих 40 (смртност 21,7%). Међу оболелима, налазило се и шесторо здравствених радника — три лекара и три медицинске сестре, од којих су две преминуле — Душица Спасић (1949—1972), медицинска сестра из Београда и Милка Ђурашић (1947—1972), медицинска сестра из Чачка. Епидемија је званично објављена тек 25. марта и трајала је до 23. маја, а карантини су укидани постепено од 12. априла до 19. маја.
По мотивима овог догађаја, али са доста уметничке слободе, редитељ Горан Марковић је 1982. снимио филм Вариола вера.

## Одлазак на хаџилук
Услед експанзије вариоле на Блиском и Средњем истоку, Светска здравствена организација је у јануару 1970. издала упозорење свим превозницима у државама са муслиманским становништвом да пооштре услове под којим би се хаџије транспортовале на своја одредишта. Ово упозорење поновљено је у јануару 1971. и 1972. године, а у складу са њим Савезни секретаријат за рад и социјалну политику СФРЈ увео је следеће мере — вакцинисање путника, упознавање службених лица са списковима путника, надзор путника након повратка и др. Предност при путовању до светих места дата је авионском саобраћају, а превоз аутобусима био је знатно редукован. Сви путници морали су поред пасоша и визе имати и потврду о обавезном вакцинисању против великих богиња тзв. „жута књижица”, у којој се налазио датум вакцинисања и датум контроле.
Ибрахим Хоти (1937), трговац брашном и житом из села Дањане, код Ораховца, планирао је да иде на хаџилук у Меку, па је 20. децембра 1971. отишао у Скопље, како би примио обавезну вакцину, иако је у младости био примовакцинисан. Током чекања на вакцинацију у Инфективној клиници у Скопљу, Хоти је од једног човека добио информацију да након вакцине може добити реакцију у виду осипа по лицу или телу. Како би избегао нежељене реакције, он је након вакцинације место убода пребрисао медицинским алкохолом и на тај начин поништио дејство вакцине. Ипак, сертификат о вакцинацији добио је без контроле њене успешности.
Заједно са још 24 путника, Хоти је половином јануара 1972. отишао на хаџилук аутобусом аутопревозника Транскоп из Битоља, а поред уобичајних светих места у Саудијској Арбији (Мека и Медина), обишли су и нека од светих места у Ираку и Сирији. Аутобус са ходочасницима се у Југославију вратио 15. фебруара, а Хоти је истог дана стигао у своје село Дањане. Овде су га дочекали чланови породице, као и рођаци, пријатељи и комшије како би му честитале хаџилук. Наредних дана, он је обилазио и примао пријатеље, родбину и друге радозналце, који су слушали његове приче о хаџилуку, као и местима које је обишао.

## Почетак епидемије
Недељу дана након повратка, Ибрахим Хоти је 21. фебруара отишао на пијацу у Ђаковицу, где се сусрео и поздравио са учитељем Латифом Мумџићем. Истог дана по повратку из Ђаковице, Хоти је добио грозницу, а према каснијим изјавама сведока већ тада је имао гнојнице по лицу. Дванаест дана после сусрета са Хотијем у Ђаковици, Мумџић је осетио мучнину и болове у леђима и стомаку. Неколико пута је повратио, а потом су уследиле висока температура и главобоља. Сутрадан је отишао у Нови Пазар, како би затражио медицинску помоћ. Пошто му првобитна терапија није помогла, отишао је код другог лекара, који му је због запаљења ждрела преписао пеницилин. Како би могао да прима нову терапију, Латиф је остао у Новом Пазару, код старијег брата Наџиба. Након што му се појавио осип на кожи, Латиф је са братом отишао у дом здравља, одакле су га због сумње на алергијску реакцију на пеницилин упутили у болницу у Чачку.
Дана 8. марта 1972. Латиф Мумџић смештен је на Одељење за кожно-венеричне болести Опште болнице у Чачку, где су га примиле др Добрила Мићовић и медицинска сестра Милка Ђурашић. Како је његово стање било све теже, био је најпре пребачен на Трауматолошко одељење, а потом је ујутро 9. марта пребачен санитетским колима у Београд, где је примљен у Дерматовенеролошку клинику. Како су се тог дана на клиници одржавале вежбе са студентима четврте године медицине, директор клинике одлучио је да студентима покаже болесника као „изузетно тежак случај пеницилинске алергије”. Услед даљих компликација, међу којима је било повраћање свеже крви и крварење из ануса, Мумџић је био пребачен на Одељење за хитну хирургију и трауматологију Прве хируршке клинике у Улици генерала Жданова, где су га примили др Југослав Пантић и медицинска сестра Душица Спасић. Након прегледа у пријемној амбуланти, пацијент је смештен у шок собу, где је лежало још 11 болесника. Након релативно мирно проведене ноћи, Латиф Мумџић (1943—1972) преминуо је следеће ноћи на свој рођендан 10. марта у 21:15 часова, претходно истрпевши паклене муке. Латифова родбина је сутрадан, одбивши обдукцију, преузела његово тело, након чега је по муслиманским обичајима сахрањено на градском мезарју Газилар у Новом Пазару.
Неколико дана касније, Латифов брат Неџиб Џибо Мумџић, комерцијалиста Текстилног комбината „Рашка”, добио је високу температуру. Љут на лекаре, због смрти брата, лекарску помоћ затражио је тек 19. марта у здравственој станици фабрике у којој је радио. Дежурни лекар др Шефкија Спаховић из Сјенице, одмах је посумњао на вариолу, јер је тог јутра у листу „Политика” читао о појави пар случајева у САП Косово. Након провере, Спаховић је био уверен да је у питању вариола, па је наредио да се Мумџић одмах изолује.

## Епидемија
У међувремену, од болести Латифа Мумџића до болести његовог брата Неџиба, болницама у Ђаковици и Призрену, јавило се осморо пацијената за које се сумњало да су заражени вариолом. Међу њима су били шестогодишња Садета, сестричина Ибрахима Хотија и један брачни пар из села Дањана. Лекари Инфективног одељења болнице у Приштини и чланови Покрајинског завода за здравствену заштиту САП Косово – др Светислав Зоњић и др Комнен Тмушић први су 14. марта 1972. установили да је реч о вариоли вери. Они су телефонским путем обавестили надлежне здравствене власти у Београду, а у току ноћи су на Косово и Метохију отпутовали инфектолози — проф. др Миомир Кецмановић и проф. др Војислав Шуваковић, професори Медицинског факултета у Београда и др Марко Борђошки и др Радослав Бошковић, са Института „Торлак”. Професори Кецмановић и Шуваковић, сусретали су се са вариолом у Индији, где су преко Светске здравствене организације учествовали у искорењивању ове болести. Након узимања узорака од осам болесника из Призрена и Ђаковице, сутрадан 15. марта је анализама на Институту за имунологију и вирусологију „Торлак” у Београду потврђена појава вариоле вере, након чега је проглашен карантин у болницама у којима су се налазили заражени.
Два дана након регистровања вариоле, одлуком Извршног већа Скупштине САП Косово 17. марта створен је Покрајински штаб за борбу против великих богиња. Истог дана била је завршена вакцинација медицинског особља, а отпочела вакцинација становништва у општинама Ораховац, Призрен и Ђаковица. Поред карантина у болницама у Призрену и Ђаковици, био је формиран карантину у селу Дањану, а органи Секретаријата унутрашњих послова (СУП) истраживали су ко је све био у контакту са зараженима. У Београду је такође била завршена вакцинација санитетског особља, а вакцинација становништва почела је вакцинацијом радника у угоститељству, саобраћају, милицији и др. У листу „Политика” су 18. марта објављене прве вести о вариоли и откривених 8 случајева — 6 из села Дањане, 1 из села Ратковац и 1 из Ђаковице. Истог дана у „Политици” је изашао додатак у коме се говорило о пореклу великих богиња, симптомима, развоју болести, компликацијама и методама излечења, које је написао проф. др Михаило Николић, директор Клинике за инфективне болести у Београду.
Директор Здравственог центра у Новом Пазару, др Властимир Илић је 20. марта обавестио републичког санитарног инспектора да се на Интерном одељењу болнице налази пацијент Неџиб Мумџић за кога се сумња да је заражен вариолом. Након обавештења републичког секретара за здравље и социјалну политику СР Србије др Ђорђа Јаковљевића, двојица епидемиолога института „Торлак” су 21. марта отишла у Нови Пазар и узела узорак са пацијента. Иако у доста тешком општем стању, болесник је био свестан и оријентисан, па су лекари из разговора са њим сазнали да је његов недавно преминули брат Латиф неколико пута одлазио у Ђаковицу, око 20. фебруара, када је у њој било болесника од вариоле. Одмах по доласку у Београд, на „Торлаку” је потврђено да се у узетим узорцима налази вариола, чиме је потврђена претпоставка да се вирус из Ђаковица и Новог Пазара проширио на Чачак и Београд. Одмах по добијању вести са „Торлака”, формирани су карантини у Дермато-венеролошкој клиници и Трауматолошком одељењу Прве хируршке клинике у Београду, на којима је боравио заражени Латиф Мумџић. Истог дана био је формиран карантин на Инфективној клиници у Београду, где су примани сумњиви случајеви, који су након постављене дијагнозе превожени у карантинске објекте на Авали — најпре у планинарски дома „Чарапићев брест”, а потом у мотел „Хиљаду ружа”.
Стављање Прве хируршке клинике, са 125 болесника и 89 чланова колектива, у карантин био је озбиљан задатак јер је од смрти Латифа Мумџића из ове болнице било отпуштено доста пацијената. Ситуација на Дермато-венеролошкој клиници је била доста лакша, јер се са ове клинике било отпуштено свега троје пацијената. Број инфицираних лица на Првој хируршкој клиници износио је 19 особа — 14 пацијената и пет здравствених радника, од којих је умрло њих петоро. Двоје од петоро умрлих никада нису успешно вакцинисани, док је код троје преминулих вариола само убрзала смрт од основне болести. Међу преминулима, на Инфективној клиници била је медицинска сестра Душица Спасић (1949—1972), која је преминула 24. марта.

## Статистика оболелих и умрлих током епидемије
| Преглед оболелих и умрлих током епидемије великих богиња у Југославији | Преглед оболелих и умрлих током епидемије великих богиња у Југославији | Преглед оболелих и умрлих током епидемије великих богиња у Југославији | Преглед оболелих и умрлих током епидемије великих богиња у Југославији | Преглед оболелих и умрлих током епидемије великих богиња у Југославији | Преглед оболелих и умрлих током епидемије великих богиња у Југославији | Преглед оболелих и умрлих током епидемије великих богиња у Југославији | Преглед оболелих и умрлих током епидемије великих богиња у Југославији | Преглед оболелих и умрлих током епидемије великих богиња у Југославији | Преглед оболелих и умрлих током епидемије великих богиња у Југославији | Преглед оболелих и умрлих током епидемије великих богиња у Југославији | Преглед оболелих и умрлих током епидемије великих богиња у Југославији | Преглед оболелих и умрлих током епидемије великих богиња у Југославији | Преглед оболелих и умрлих током епидемије великих богиња у Југославији |
| регион/место                                                           | Косово и Метохија                                                      | Косово и Метохија                                                      | Београд                                                                | Београд                                                                | Чачак                                                                  | Чачак                                                                  | Нови Пазар                                                             | Нови Пазар                                                             | Остало                                                                 | Остало                                                                 | Укупно                                                                 | Укупно                                                                 | Укупно                                                                 |
| дан                                                                    | оболели                                                                | умрли                                                                  | оболели                                                                | умрли                                                                  | оболели                                                                | умрли                                                                  | оболели                                                                | умрли                                                                  | оболели                                                                | умрли                                                                  | оболели                                                                | умрли                                                                  | смртност                                                               |
| ---------------------------------------------------------------------- | ---------------------------------------------------------------------- | ---------------------------------------------------------------------- | ---------------------------------------------------------------------- | ---------------------------------------------------------------------- | ---------------------------------------------------------------------- | ---------------------------------------------------------------------- | ---------------------------------------------------------------------- | ---------------------------------------------------------------------- | ---------------------------------------------------------------------- | ---------------------------------------------------------------------- | ---------------------------------------------------------------------- | ---------------------------------------------------------------------- | ---------------------------------------------------------------------- |
| 27.03.1972.                                                            | 44                                                                     | 3                                                                      | 23                                                                     | 3                                                                      | 7                                                                      | 1                                                                      | 1                                                                      | 0                                                                      | —                                                                      | —                                                                      | 75                                                                     | 7                                                                      | 9,3%                                                                   |
| 29.03.1972.                                                            | 77                                                                     | 8                                                                      | 29                                                                     | 5                                                                      | 9                                                                      | 1                                                                      | 1                                                                      | 1                                                                      | 2                                                                      | 0                                                                      | 118                                                                    | 15                                                                     | 12,7%                                                                  |
| 1.04.1972.                                                             | 94                                                                     | 13                                                                     | 31                                                                     | 6                                                                      | 10                                                                     | 1                                                                      | 2                                                                      | 1                                                                      | 4                                                                      | 0                                                                      | 141                                                                    | 21                                                                     | 14,8%                                                                  |
| 6.04.1972.                                                             | 108                                                                    | 19                                                                     | 32                                                                     | 6                                                                      | 8                                                                      | 1                                                                      | 2                                                                      | 1                                                                      | 5                                                                      | 1                                                                      | 155                                                                    | 28                                                                     | 18%                                                                    |
| укупан број током епидемије                                            | 123                                                                    | 26                                                                     | 32                                                                     | 7                                                                      | 8                                                                      | 1                                                                      | 6                                                                      | 5                                                                      | ?                                                                      | 1                                                                      | 184                                                                    | 40                                                                     | 21,7%                                                                  |

## Хронологија догађаја
Хронолошки преглед важнијих догађаја везаних за епидемију великих богиња у СФРЈ 1972. године:
- 15. фебруар — Ибрахим Хоти из села Дањане, код Ораховца вратио се са хаџилука у Меки
- 8. март — Латиф Мумџић,  учитељ из села Добри Дуб, код Тутина, који је 21. фебруара имао сусрет са Хотијем на пијаци у Ђаковици, након здравствених проблема са осипом по кожи и боловима у леђима, примљен у Општу болницу у Чачку, због сумње на алергијску реакцију на пеницилин.
- 10. март — На Првој хируршкој клиници у Београду, на коју је примљен 9. марта, умире Латиф Мумџић (1943—1972) прва жртва вариоле у Југославији.
- 14. март — Лекари Инфективног одељења болнице у Приштини, након прегледа узорака узетих са пацијената из Ђаковице и Призрена, установили да су оболели од вариоле вере. Ови налази су сутрадан потврђени анализом на Институту „Торлак” у Београду.
- 17. март —  Одлуком Извршног већа САП Косова формиран Покрајински штаб за борбу против великих богиња, након чега је отпочела масовна вакцинација становништва у општинама Ораховац, Призрен и Ђаковица, у којима је 21. марта проглашено ванредно стање.
- 18. март — Отпочела вакцинација запослених у здравству, милицији, саобраћају, угоститељству и другим угроженим делатностима, док је 22. марта отпочела вакцинација целокупног становништва током које је вакцинисано преко 18 милиона грађана.
- 22. март — Након прегледа узорака узетих са Неџиба Мумџића, брата Латифа Мумџића и утврђивања да је оболео од вариоле вере, проглашена је епидемија. Истог дана формирани су карантини у Дермато-венеролошкој клиници, Инфективној клиници и Трауматолошком одељењу Прве хируршке клинике у Београду, као и карантин у планинарском дому „Чарапићев брест” на Авали.
- 24. март — У Београду преминула медицинска сестра Душица Спасић (1951—1972), која је зараженог Латуфа неговала у болници у Београду, а сутрадан је преминула медицинска сестра Милка Ђурашић (1947—1972), која је Латифа неговала у болници у Чачку. Душица и Милка биле су једине жртве из редова медицинског особља, а поред њих оболела су и три лекара и једна медицинска сестра.[12]
- 25. март — Преко средстава информисања јавности саопштено да је у СФРЈ проглашена епидемија вариоле вере. Истовремено је објављен позив свим грађанима, који су између 8. и 22. марта боравили на угроженим местима — болница у Чачку и болнице у Београду, да се јаве на проверу епидемиолошкој служби. Због великог броја пријављених грађана, у наредним данима је у Београду, било формирано још неколико ванболничких карантина у које су смештана лица која су била у контакту са зараженима.
- 26. март — У Ђаковицу стигао др Рајнхард Линднер из Светске здравствене организације, где је изјавио да је епидемија под контролом.
- 2. април — Отпочео отпуст првих лица из ванболничких карантина.
- 21. април — Светска здравствена организација одала признање југословенским лекарима и саопштила да је епидемија на издисају.
- 19. мај — Последњи излечени пацијент напустио болницу у Ђаковици.
- 23. мај — Савезни завод за здравствену заштиту СФРЈ објавио крај епидемије вариоле вере.